# Hiến pháp Vương quốc Sedang
Hiến pháp Vương quốc Sedang được công bố bởi Marie-Charles David de Mayréna, người sáng lập ra Vương quốc Sedang ở Tây Nguyên vào cuối thế kỷ 19.
Bản hiến pháp này dược Mayréna lập gồm có 11 điều và ký cùng với các thủ lĩnh các bộ tộc địa phương sau khi ông thuyết phục được họ. Bản hiến pháp này được nhà truyền giáo,  Giám mục Guerlach ký chứng nhận

## Nội dung bản hiến pháp
Hôm nay, ngày 3 tháng 6 năm 1888, các thủ lĩnh của tất cả các lãnh thổ đã ký hiệp ước với ông Marie de Mayréna và thừa nhận ông là thủ lĩnh tối cao, đã nhóm họp cùng người của bộ lạc mình ở làng Kon Gung, và, sau khi nghe dịch và giải thích, tuyên bố chấp nhận bản hiến pháp sau đây:
Điều 1: Các vùng đất độc lập liên minh với nhau ngày hôm nay, lấy tên là Hợp bang Mọi
Điều 2: Do lãnh thổ của người Sedang là lớn nhất trong Hợp bang này, nên Hợp bang lấy tên là vương quốc Sedang
Điều 3: Ông de Mayréna, là thủ lĩnh đã được công nhận, được bầu làm vua của người Sedang
Điều 4: Vương quyền được thế tập, nhưng nhà vua, nếu muốn, có thể chỉ định người kế vị ở ngoài gia đình của mình. Tuy nhiên, thủ lĩnh các bộ lạc yêu cầu vị vua đó phải được các thủ lĩnh chấp nhận bằng đa số phiếu
Điều 5: Quốc kỳ màu xanh tuyền, có một hình chữ thập gắn ngôi sao ở giữa
Điều 6: Nhà vua có quyền tuyệt đối: nhà vua điều khiển tất cả các thủ lĩnh dân sự và quân sự và giải quyết các bất đồng có thể nảy sinh giữa các thủ lĩnh
Điều 7: Nhà vua quyết định chiến tranh và hoà bình, với sự giúp việc của một hội đồng gồm các thủ lĩnh của các bộ lạc
Điều 8: Nhà vua chỉ huy các lực lượng quân sự ra trận hoặc chỉ định người chỉ huy
Điều 9: Đất đai chỉ có thể chuyển nhượng cho người ngoài với sự đồng ý của các Taoule và mọi sự chuyển nhượng đó phải được nhà vua phê chuẩn
Điều 10: Từ nay về sau, việc hiến tế người bị cấm
Điều 11: Mọi tôn giáo được tự do trong vương quốc Sedang
Làm tại Kon Gung ngày 3-6-1888